# 巴讷 (马恩省)
巴讷（法語：Bannes，法語發音：[ban]）是法国马恩省的一个市镇，属于埃佩尔奈区。

## 地理
巴讷（48°48'9"N, 3°55'7"E）面积23.33 平方千米，位于法国大東部大區马恩省，该省份为法国东北部内陆省份，北起阿登省，西北接埃纳省，西南接塞纳-马恩省，南至奥布省，东南接上马恩省，东临默兹省。
与巴讷接壤的市镇（或旧市镇、城区）包括：韦尔-土伦、大布鲁西、瓦勒德马赖、科南特尔、费尔尚普努瓦斯。
巴讷的时区为UTC+01:00、UTC+02:00（夏令时）。

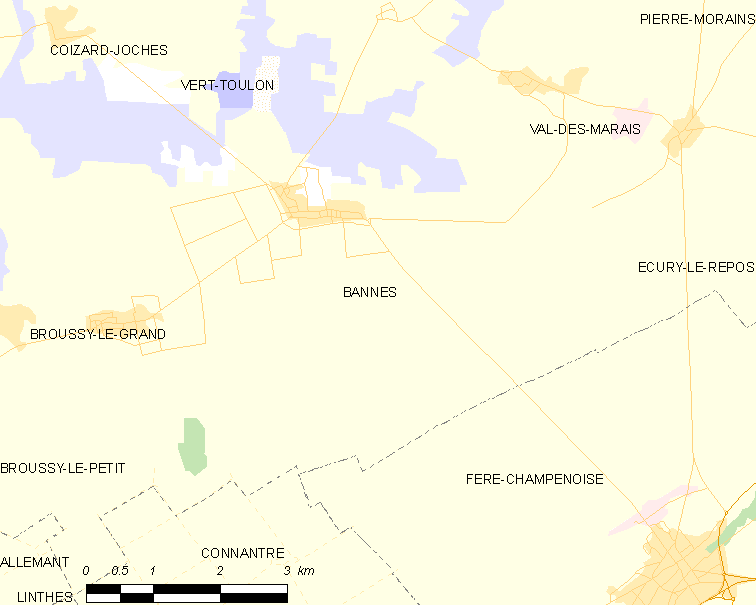
巴讷的OSM定位图

## 行政
巴讷的邮政编码为51230，INSEE市镇编码为51035。

## 政治
巴讷所属的省级选区为韦尔蒂-香槟平原县。

## 人口

1962-2008年间巴讷人口变化图示

巴讷于2022年1月1日时的人口数量为248人。